# Сергеев, Филимон Иванович
Филимон Иванович Сергеев (28 июля 1941 — 30 мая 2021) — российский и советский актёр театра, кино и эстрады, прозаик и поэт. Член Союза писателей России, член Гильдии актеров кино России, член Поморского землячества в Москве.

## Биография
Воспитывался бабушкой. Поступил в Школу-студию МХАТ, однако после 2,5 лет бросил учёбу. Некоторое время учился во ВГИКе на режиссёрском факультете, но и оттуда ушёл.
Играл в театре, выступал с концертами.
Был дважды женат. Первая супруга Татьяна Ларина — художница, в браке родилась дочь. Вторая жена Галина, врач, с которой после почти 40 лет совместной жизни развёлся.
С 1963 года снялся в более чем 50 кинокартинах.
Ушел из жизни 30 мая 2021 года, не дожив чуть меньше двух месяцев до своего юбилея.

## Избранная фильмография
- 1963 — При исполнении служебных обязанностей — полярник из бригады Холодова
- 1963 — Понедельник — день тяжёлый — агитатор
- 1964 — Женитьба Бальзаминова — башмачник
- 1966 — Королевская регата — Кирилл, гребец-первокурсник
- 1967 — Непоседы — Ермак, милиционер в «Буране»
- 1967 — Сергей Лазо — эпизод
- 1967 — Штрихи к портрету В. И. Ленина — Черепанов
- 1971 — Тропой бескорыстной любви — Федя Гаврилов, участковый
- 1974 — Фронт без флангов — эпизод
- 1977 — Фронт за линией фронта — эпизод
- 1978 — Злой дух Ямбуя — Павел, радист (роль озвучил В. Меньшов)
- 1979 — Опрокинутая тишина (Фильм № 1)
- 1979 — Отец и сын
- 1980 — Избирательность по соседнему каналу
- 1980 — Шальная пуля / კიკვიძე
- 1981 — Страшней, чем шторм
- 1981 — Россия молодая — Швибер
- 1981 — Фронт в тылу врага — эпизод
- 1982 — Рысь выходит на тропу — Фёдор Гаврилов, участковый, лейтенант милиции
- 1983 — Букет фиалок — эпизод
- 1983 — Подросток — эпизод
- 1984 — От недр своих
- 1985 — Дикий хмель — эпизод
- 1985 — Завещание — солдат
- 1985 — Утро обречённого прииска — Михаил, рабочий прииска
- 1986 — Михайло Ломоносов
- 1986 — Знаю только я — Владас
- 1986 — Рысь возвращается — Фёдор Гаврилов, участковый, лейтенант милиции
- 1989 — Похищение чародея — эпизод
- 1998 — Кто, если не мы — бомж
- 1999-2000 — Редакция
- 2002 — Две судьбы — Филимон
- 2005 — Две судьбы-3. Золотая клетка — Иван

## Литературная деятельность
Автор нескольких книг прозы, сборников стихов и слов песни «Река» к кинофильму Владимира Краснопольского и Валерия Ускова «Отец и сын» (1979), песни «Брусника» к кинофильму «Две судьбы».

## Избранные произведения
- «Федина беда» (проза, 1989),
- «Идущий от солнца» (проза, 2013),
- «Орангутан и Ваучер» (книга трагикомических рассказов и повестей, 2014)
- «Преступная цивилизация»
- «Говорящие памятники»
- «Вечна только ты…» (сборник поэзии, в соавт.)

## Награды
- Лауреат премии имени Николая Рубцова «Звезда полей» (2004),
- Лауреат премии Второго кинофестиваля «Золотой клык» (2002, за кинофильм «Рысь выходит на тропу»).